# Eskil Magnusson
Eskil Magnusson (* um 1175; † um 1227) war ein schwedischer Hochadliger, Richter (lagman) und Diplomat. Er gab die Anweisung zur Niederschrift des Gesetzestextes Västgötalagen, das älteste Dokument in schwedischer Sprache, das noch vollständig erhalten ist. Einer seiner Halbbrüder war Birger Jarl.
Eskil Magnussons Vater, Magnus Minnesköld, war Stammvater des Herrscherhauses der Folkunger. In einem Brief von Knut I. wird Eskil als Begleiter seines Vaters erstmals urkundlich erwähnt. Er heiratete 1217 Kristina Nilsdotter, eine Enkelin von Erik IX. der Heilige sowie die Witwe des norwegischen Jarl Håkon Galen. Durch diese Verbindung wurde Eskil Stiefvater von Knut Håkonsson, der später als norwegischer Gegenkönig Bekanntschaft erreichte. Die vorhandenen Schriften geben jedoch keine Auskunft darüber, inwieweit Eskil seinem Stiefsohn beistand.
Dokumentiert sind seine diplomatischen Aktivitäten als Vermittler zwischen dem norwegischen König Håkon IV. und dem Hof des minderjährigen schwedischen Königs Erik XI.
Eskil Magnusson wird in der Håkon-Håkonssons-Saga die Rolle eines Fürsprechers friedlicher Verhältnisse zwischen Schweden und Norwegen zugeschrieben. Es ist nicht ganz ausgeschlossen, dass Snorri Sturluson einige Charakterzüge Eskils auf seinen Helden Røgnvald Eysteinsson übertrug. Snorri und Eskil hatten sich 1219 in Norwegen getroffen.